# Нахера (комарка)

На́хера (исп. Comarca de Nájera)  — район (комарка) в Испании, входит в провинцию Риоха в составе автономного сообщества Риоха.

## Муниципалитеты
1. Алесанко
2. Алесон
3. Аренсана-де-Абахо
4. Аренсана-де-Арриба
5. Асофра
6. Бадаран
7. Бесарес
8. Бобадилья
9. Кампровин
10. Канильяс-де-Рио-Туэрто
11. Каньяс
12. Карденас
13. Кастровьехо
14. Кордовин
15. Ормилья
16. Ормильеха
17. Уэрканос
18. Манхаррес
19. Нахера
20. Санта-Колома
21. Торресилья-собре-Алесанко
22. Трисио
23. Уруньуэла
24. Вильяр-де-Торре
25. Вильярехо